# Thrakien (byzantinisches Thema)

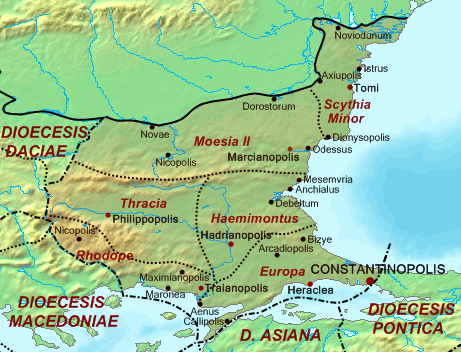
Vorläufer des Themas Thrakien war die spätantike römische Provinz Europa -hier in den Grenzen um 400 n. Chr. dargestellt

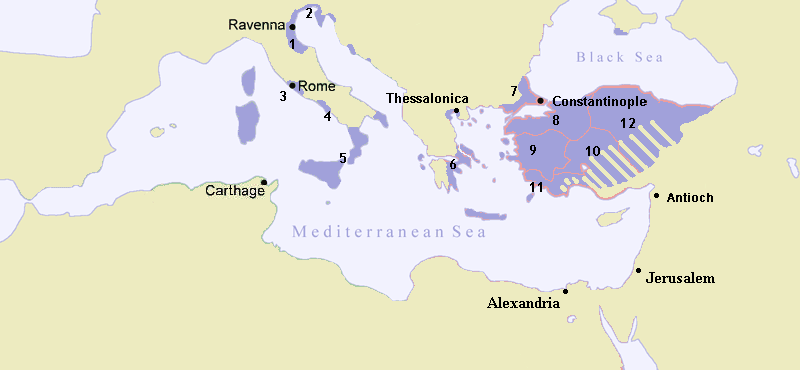
Das Byzantinische Reich mit seinen Themen um 717

Das Thema Thrakien und weitere Themen im Byzantinischen Reich um 780

Byzantinische Themen auf der Balkanhalbinsel um 1045

Das Thema Thrakien (altgriechisch θέμα Θρᾴκης, Thema Thrákis oder θέμα Θρᾳκῷον, Thema Thrákon) war eine militärisch-administrative Verwaltungseinheit im Byzantinischen Reich (Thema), im Südosten der Balkanhalbinsel, die im 7. Jahrhundert, während der Herrschaft des byzantinischen Kaisers Herakleios begründet wurde. Es erstreckte sich über einen Teil der gleichnamigen historischen Landschaft Thrakien und hatte im Laufe der Geschichte eine unterschiedliche Ausdehnung. Das Gebiet umfasst das heutige Südostbulgarien und die angrenzende Region der europäischen Türkei (Ostthrakien). Die Region gehörte zum direkten Hinterland von Konstantinopel.
Das Thema Thrakien bestand von rund 680 bis 1204 und dann nochmals von den 1230er Jahren bis ins 14. Jahrhundert. Gegründet wurde das Thema 680/681. Die erneute Gründung des Themas in den 1230er Jahren hing mit der Erholung und Expansion des Kaiserreiches Nikaia zusammen. Im 14. Jahrhundert wurde das Thema dann in kleinere Verwaltungseinheiten aufgeteilt.
Das Territorium des Themas Thrakien umfasste in etwa, wenn auch etwas vergrößert, die davor existierende römische spätantike Provinz Europa. Dagegen lag die spätantike Provinz Thracia, nach der Reichsreform von Kaiser Diokletian (regierte 284–305) weiter im Nordwesten.
Die Hauptstadt war Adrianopolis (heute Edirne) und später Arcadiopolis (heute Lüleburgaz).

## Geschichte
Allgemein wird angenommen, dass das Thema Thrakien um 680 als einfaches Militärkommando gegründet wurde, als Antwort auf die Bedrohung durch die Bulgaren. Zu dieser Zeit war es hauptsächlich eine militärische Verwaltungseinheit eines übergeordneten Militärkommandos. Diese Annahme basiert auf dem Bericht eines gewissen patrikios Theodoros, Komes des Themas Opsikion und hypostrategos von Thrakien, in den Jahren 680/681.
Die Erwähnung erlaubt jedoch nicht mit Sicherheit festzustellen, ob Thrakien als separates Militärkommando existierte. So bleibt unklar, ob Theodoros als Inhaber eines militärischen Doppelpostens fungierte – Thrakien also ein eigenständiges Thema war – oder ob Thrakien nur eine administrative Untereinheit des Themas Opsikion war. Jedenfalls wird ein separater Strategos von Thrakien bis 742 nicht eindeutig in den Quellen erwähnt. Siegel von Strategen sind nur aus dem 8. Jahrhundert vorhanden. Anfangs war sicherlich Adrianopel die Hauptstadt des Themas.
Unter Kaiserin Irene wurde das Thema im späten 8. Jahrhundert aufgeteilt. Der westliche Teil wurde zum selbständigen Thema Makedonien. Von da an war Arcadiopolis die Hauptstadt des Themas Thrakien.
Administrative Untereinheiten des Themas waren die tourmai (Einzahl: Tourma; griechisch: τούρμα), unter je einem tourmarches, in Bizye (heute Vize) und Sozopolis (heute Sosopol). Überliefert ist auch ein drittes Kommando, des tourmarches tes Thrakes („Tourmarches von Thrakien“), wahrscheinlich handelte es sich um Arcadiopolis und unterstand dem Stellvertreter des Strategos.
Im 9. und 10. Jahrhundert haben die arabischen Geographen Ibn Chordadhbeh (* um 820; † um 912) und Ibn al-Faqih das Thema erwähnt, das sich „von der langen Mauer [der Anastasiusmauer] bis zum Thema Makedonien erstreckt, und nach Norden bis zum Land der Bulgaren, mit 10 Festungen und 5000 Mann Truppen.“ Diese 5000 Soldaten hatte das Thema bereitzustellen, wenn sich das Byzantinische Reich im Kriegszustand befand. Thrakien stellte viele Bogenschützen und Lanzenträger.
Die Grenzen des Themas Thrakien hatten einen wechselnden Verlauf an der Nordgrenze des Byzantinischen Reichs während der byzantinisch-bulgarischen Kriege. Anfangs muss das Thema die meisten der antiken Diözese von Thrakien („Dioecesis Thraciae“ / griech. Διοίκησις Θράκης; dĭœcēsĭs; siehe: spätantike Provinz Thrakien) umfasst haben, außer das Land entlang der Donau, das von den Bulgaren überrannt wurde. Aber nach den Eroberungen von Krum (regierte 803–814), Omurtag (regierte 814–831) und Simeon I. (regierte 893–927) wurde die Grenze schrittweise in das Gebiet südlich des Balkangebirges verschoben, ungefähr bis zur Linie, die auch die heutige Grenze zwischen Bulgarien und seinen südlichen Nachbarn Griechenland und Türkei bildet. So umfasste dann das Thema an der Wende zum 10. Jahrhundert im Wesentlichen die östliche Hälfte des heutigen Teils der Europäischen Türkei (Ostthrakien). Allerdings erstreckte es sich entlang der Schwarzmeerküste weit nach Norden, bis einschließlich Anchialos, dem heutigen Pomorie.
Während des 10. Jahrhunderts stand das Thema Thrakien unter den 30 byzantinischen Themen von seiner wirtschaftlichen Bedeutung her an neunter Stelle. Ab dem 11. Jahrhundert werden die Gebiete Thrakien und Makedonien gewöhnlich nur noch zusammen erwähnt, was darauf hindeutet, dass sie zusammengefasst wurden. Das bezeugen Dokumente von zahlreichen Strategen und von Richtern (kritai), die in beiden Themen zu Gericht saßen.
Nach der Erstürmung Konstantinopels im Jahre 1204 wurde Thrakien durch die Kreuzfahrer in das Lateinische Kaiserreich aufgenommen, jedoch in der ersten Hälfte des 13. Jahrhunderts von den Byzantinern zurückerobert. Danach war es aber nicht mehr ein Thema.
Während der letzten byzantinischen Kaiserdynastie, der Zeit der Palaiologen (1259–1453) kam der Name Thema Thrakien als administrative Bezeichnung außer Gebrauch. Er wurde jedoch noch von einigen zeitgenössischen Geschichtsschreibern als veralteter Terminus verwendet.
Mit der Eroberung von Konstantinopel 1453 durch die Osmanen kam der Verwaltung der byzantinischen Themen endgültig zum Erliegen.